# Zbigniew Bujarski
Zbigniew Bujarski (ur. 21 sierpnia 1933 w Muszynie, zm. 13 kwietnia 2018 w Krakowie) – polski kompozytor, profesor sztuk muzycznych i artysta malarz.

## Życiorys
W latach 1955–1958 studiował dyrygenturę, a 1956–1960 kompozycję pod kierunkiem Stanisława Wiechowicza w Państwowej Wyższej Szkole Muzycznej w Krakowie. Po zakończeniu nauki w 1961 podjął pracę w Filharmonii Rzeszowskiej, jako prelegent muzyczny i kierownik literacki. Na tym stanowisku pracował do 1967. Od 1972 wykładał w Akademii Muzycznej w Krakowie.
Od 1980 prowadził klasę kompozycji w Akademii Muzycznej w Krakowie. W latach 1978–1986 był dziekanem wydziału kompozycji, dyrygentury i teorii muzyki, od 1992 zajmował stanowisko profesora tej uczelni. W 2012 otrzymał tytuł profesora sztuk muzycznych. 
Pomimo że w twórczości Bujarskiego na pierwszy plan wysuwa się problematyka brzmienia, to jednak w utworach wokalno-instrumentalnych dużą rolę odgrywała warstwa słowna. Kompozytor w swych pracach wykorzystywał teksty wybitnych poetów, niekiedy również w językach oryginalnych, jak np. w oratorium El hombre.
Od najmłodszych lat wykazywał również zdolności plastyczne. Jego pasją było malarstwo.
Zbigniew Bujarski zmarł w wieku 84 lat. Został pochowany na cmentarzu w Muszynie.

## Nagrody i wyróżnienia
W 1964 otrzymał II nagrodę za Kinoth na Konkursie im. Grzegorza Fitelberga w Katowicach, a w 1967 wyróżnienie na Międzynarodowej Trybunie Kompozytorów UNESCO w Paryżu za Contrarię. II nagroda Tribune Internationale des Compositeurs UNESCO, Paryż 1978 za Musica domestica (wydawnictwo Krakowskie 1978, 1981); Nagroda Ministra Kultury i Sztuki II stopnia 1979, 1987; Nagroda Związku Kompozytorów Polskich i Nagroda Miasta Krakowa 1984; Nagroda im. A. Jurzykowskiego, N. Jork 1991.
24 lutego 2011 został odznaczony przez ministra kultury i dziedzictwa narodowego Bogdana Zdrojewskiego Srebrnym Medalem „Zasłużony Kulturze Gloria Artis”.

## Kompozycje
| instrumentalne         |                                                                            |                             |         |                         |              |
| Tryptyk                | orkiestra smyczkowa i perkusyjna                                           |                             | 1958    |                         |              |
| Kinoth                 | orkiestra                                                                  |                             | 1963    |                         | Kraków, 1965 |
| Contraria              | orkiestra symfoniczna                                                      |                             | 1965    | Warszawska Jesień, 1966 | Kraków, 1970 |
| Musica domestica       | kameralna orkiestra smyczkowa                                              |                             | 1977    |                         |              |
| wokalno-instrumentalne |                                                                            |                             |         |                         |              |
| Krzewy płonące         | 1: głos i zespół kameralny 2: głos i fortepian                             | Tadeusz Śliwiak (słowa)     | 1958    |                         | Kraków, 1963 |
| Synchrony I            | sopran i zespół kameralny                                                  |                             | 1959    |                         |              |
| Synchrony II           | sopran, chór mieszany i orkiestra symfoniczna                              |                             | 1960    |                         |              |
| Kompozycja kameralna   | głos, flet, harfa, fortepian, perkusja, 2 mikrofony, wzmacniacz i głośniki | S. Tsuboi K. Tanaka (słowa) | 1963    | Warszawska Jesień, 1964 | Kraków, 1965 |
| El hombre              | oratorium                                                                  |                             | 1969-73 | Warszawska Jesień, 1974 |              |